# Bottenhorner Hochflächen
Die Bottenhorner Hochflächen sind ein bis 609 m ü. NHN hohes, größtenteils im äußersten Westen des Landkreises Marburg-Biedenkopf gelegenes Hochplateau und gleichzeitig ein Naturraum (320.01) innerhalb des zum naturräumlichen Westerwald (32) gezählten Gladenbacher Berglandes (320), dessen (etwas nördlich gelegenes) Zentrum sie – analog zum Hohen innerhalb des „eigentlichen“ Westerwaldes – darstellen. 
Zu den Bottenhorner Hochflächen gehören naturräumlich auch Teile des Gladenbacher Berglandes, die landläufig zum Schelder Wald – namentlich ebenfalls ein dortiger Naturraum – gezählt werden, insbesondere die höchste Erhebung Angelburg (Berg).
Die Bottenhorner Hochflächen sind Landoberflächen, die im Tertiär entstanden sind, als sich das Gebirge einebnete. Sie haben sich bis heute erhalten und sind damit eine der geologisch ältesten Landoberflächen des Rheinischen Schiefergebirges.
Über die Hochfläche verliefen im Mittelalter wichtige Fernwege, die sich bei der Angelburg kreuzten, und zwar die ehemals bedeutende Fernhandelsstraße von Leipzig über Köln und Aachen nach Antwerpen (Brabant), Brabanter Straße genannt, die Herborner Hohe Straße, der Westfalenweg und die im Osten nordwärts ziehende „Heerstraße“, ein frühmittelalterlicher Höhenweg, der auf Wasserscheide Perf / Dautphe verlief.
Einer Sage nach soll sich das fränkische Heer auf der „Bottenhorner Hochfläche“ gesammelt haben, bevor es über die „Heerstraße“, nach Norden gegen die Sachsen (Sachsenkriege Karls des Großen) zog, insbesondere vor der großen Schlacht  bei Laisa und Battenfeld 778.
Namensgebend ist das zentral liegende Dorf Bottenhorn, Gemeinde Bad Endbach.

## Grenzen

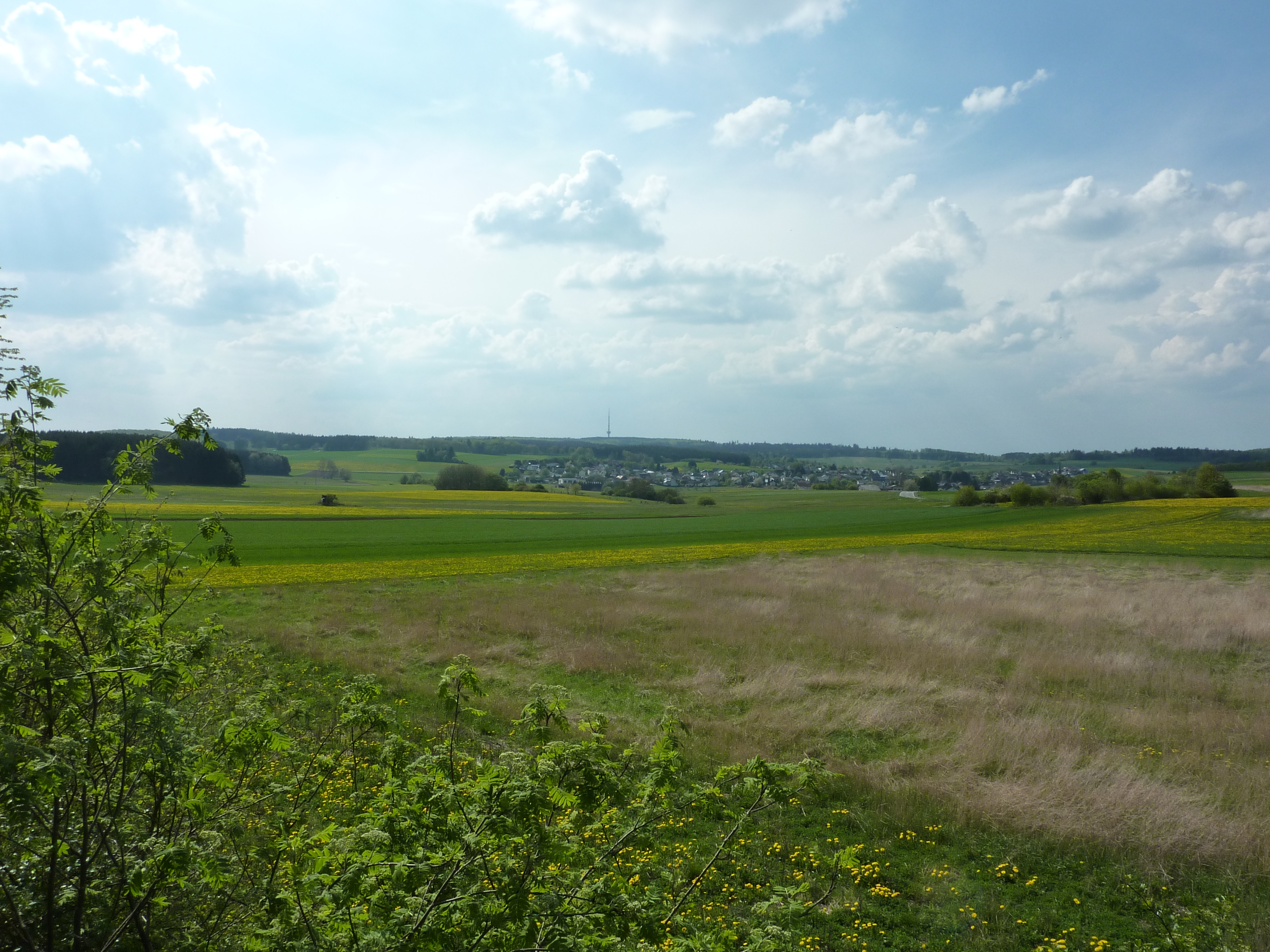
Blick aus Süd-Ost über die Hochflächen

Im nördlichen Osten stoßen die Bottenhorner Hochflächen an das zum Oberen Lahntal (320.2) gezählte Tal der Dautphe, im äußersten Osten werden sie durch die Trasse der B 453 von den Damshäuser Kuppen (320.10) getrennt, während der südliche Westen zum Naturraum Salzbödetal (320.12) hin abflacht.
Im Süden bildet der Oberlauf der Salzböde, der bereits zum südlichen Nachbarn Zollbuche (320.03) gezählt wird, die Grenze, westlich davon ist für wenige km der zur Aar und damit zur Dill entwässernde Siegbach Grenze, während im Südwesten die Wasserscheide zwischen Lahn und Dill etwa längs der Landesstraße 3043 von Eiershausen nach Hirzenhain-Bahnhof die Bottenhorner Hochflächen vom „eigentlichen“ Schelder Wald (320.02) abgrenzt.
Im äußersten Westen gehen die Bottenhorner Hochflächen ins Obere Dilltal (mit Dietzhölzetal, 321.1) über, in nördliche Richtungen in den Breidenbacher Grund (320.00), der auch, rund um den Unterlauf des Perf-Nebenflusses Gansbach, via einer Schneise in die Hochflächen hineinragt.

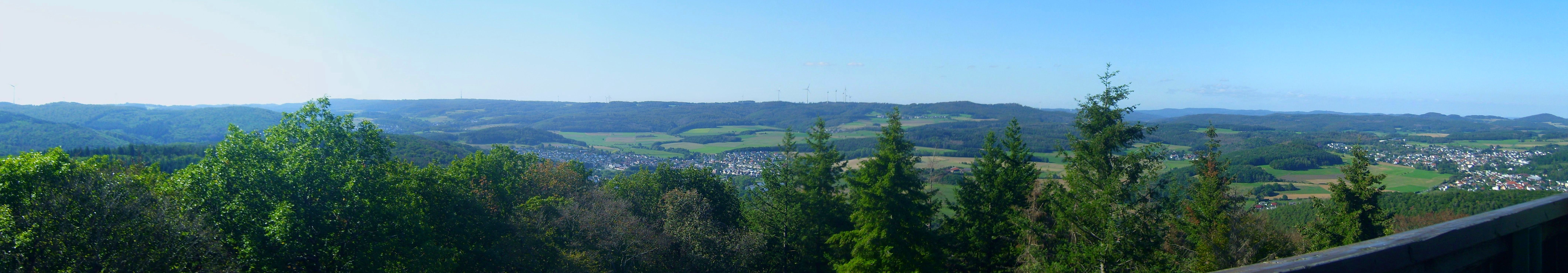
Die Hochflächen vom Koppeturm im Ostteil der Zollbuche aus etwa 470 m Höhe gesehen; links der Mitte die Angelburg (609 m; Sendemast), rechts der Mitte Daubhaus (552 m) und Allberg (528 m) am Ostrand, dazwischen ist das Relief auffällig unbewegt. Ganz rechts im Bild der Rimberg (497 m; Damshäuser Kuppen), links davon in hinterer Reihe das Arennest (592 m; Sackpfeifen-Vorhöhen) und die Sackpfeife (674 m); der Schwarzenberg (561 m; Breidenbacher Grund) wird bereits teilweise durch den Allberg verdeckt. Im zentralen Vordergrund Weidenhausen, im rechten Gladenbach. Für Details siehe Bildbeschreibungsseite!

## Flüsse
Die Hauptwasserscheide der Bottenhoher Hochflächen, jene zwischen der den Norden entwässernden Perf (sowie der kleinere Anteile einnehmenden Dautphe) und der den östlicheren Süden entwässernden Salzböde, verläuft von der Angelburg ostwärts zum Daubhaus, wobei sie einen deutlichen Bogen in südliche Richtung beschreibt, weshalb das Einzugsgebiet der oberen Perf den größeren Teil des Naturraumes einnimmt.
Im Uhrzeigersinn, beginnend im Nordwesten, wird der Nordteil der Hochflächen durch die Hörle, die Gansbach, ihren gemeinsamen Vorfluter Perf und schließlich die Dautphe zur nördlich des Naturraumes nach Osten fließenden oberen Lahn entwässert. Dabei fließen Gansbach und Perf in den Breidenbacher Grund, während das Tal der Dautphe unmittelbar unterhalb des Quellverlaufes bereits ein Nebental des Oberen Lahntals darstellt.
Demgegenüber entwässert die Osthälfte des Südens nach Osten in Richtung Marburg-Gießener Lahntal, in dem die Lahn bereits südwärts fließt. Nur minimale Anteile daran hat die an der östlichen Nahtstelle zu den Damshäuser Kuppen entspringende Allna; fast das gesamte Teilgebiet entwässert durch kürzere Bäche nach Süden, die von der Salzböde aufgenommen werden. Letztere entspringt am zentralen Südrand und erreicht schließlich über das Hügelland des Salzbödetals die Lahn.
Der zentrale Süden, unmittelbar östlich und südöstlich der Angelburg, entwässert über Siegbach und schließlich Aar zur Dill.
Die Südwestgrenze des Naturraumes verläuft mehr oder weniger über die Wasserscheide der Gansbach zur Schelde, die über den Schelder Wald nach Südwesten der Dill zufließt.
Der Nordwesten der Hochflächen wird schließlich von der B 253 flankiert, deren Südwesten flussaufwärts dem Simmersbach (über Dietzhölze zur Dill) und deren Nordosten der Diete (zur Perf) folgt.

## Orte

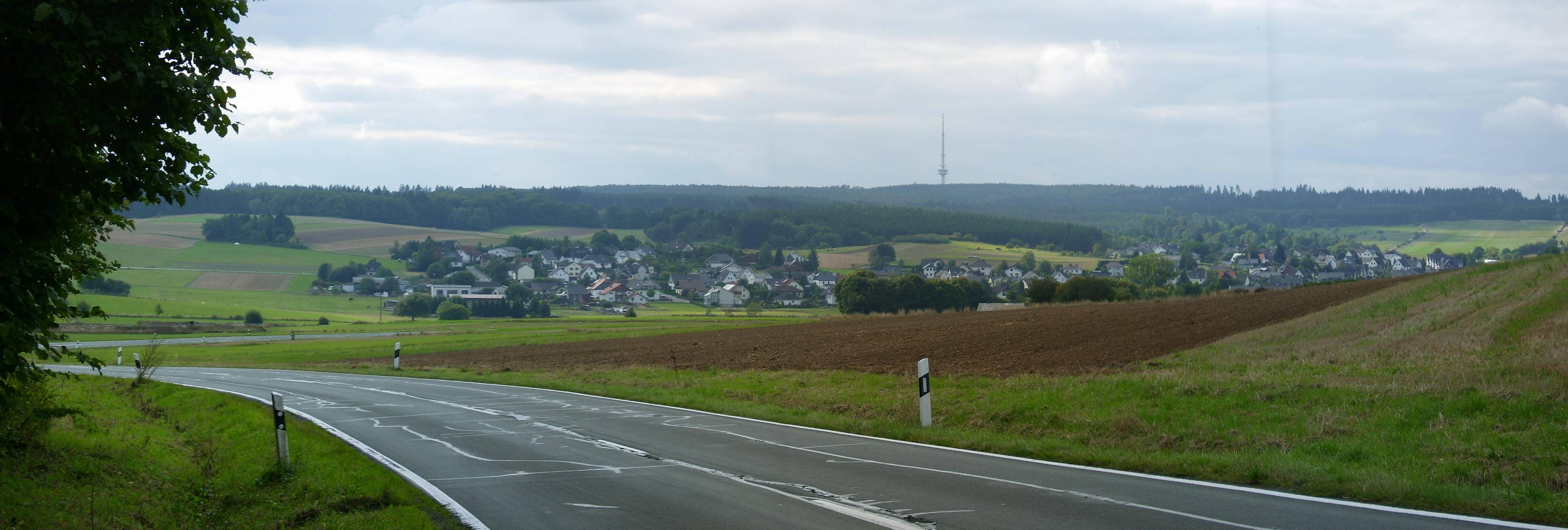
Blick auf Bottenhorn in einer leichten Mulde (485 m aufwärts) auf den Bottenhorner Hochflächen. Im Hintergrund die 609 m hohe Angelburg.

Neben dem namensgebenden, mit über 485 m ü. NHN im Landkreis zweithöchstgelegenen Dorf Bottenhorn liegen auch noch der Weiler Hülshof (495 m ü. NN) und Dernbach auf den Hochflächen, Wommelshausen und Schlierbach an der Südgrenze. Von der Gemarkung Gladenbachs liegen im Südosten Rachelshausen knapp innerhalb und Römershausen knapp außerhalb, während im nördlicheren Osten Holzhausen am Hünstein (Gemeinde Dautphetal) genau an der Grenze liegt.
Als einziger Ortsteil der Gemeinde Steffenberg findet sich im östlichen Norden Steinperf, als einziger Angelburg-Gemeindeteil im Westen Lixfeld. Noch westlicher liegt Hirzenhain (Lahn-Dill-Kreis) als mit um 530 m höchstgelegener Ort der Hochflächen überhaupt. Zum gleichen Landkreis gehören auch Wallenfels und Tringenstein (an der Südgrenze), Gemeindeteile von Siegbach.

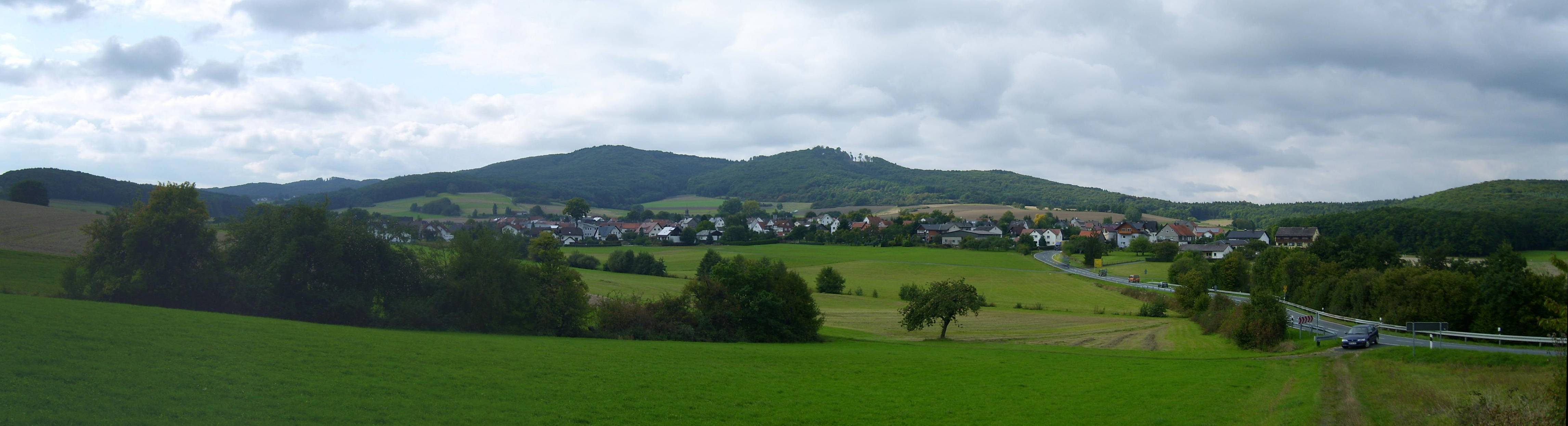
Daubhaus (552 m, links der Mitte) und Allberg (528 m) am äußersten Ostrand der Bottenhorner Hochflächen. Im Vordergrund der Gladenbacher Ortsteil Runzhausen

## Berge
Wie für ein Hochplateau typisch, fällt die Landschaft der Bottenhorner Hochflächen vergleichsweise reliefarm aus, überragt jedoch das unmittelbare Umland deutlich. Insbesondere finden sich die größten Höhenunterschiede an den Randlagen.
Ausgehend von der Angelburg, die auch Basis des südöstlicheren Teils des Schelder Waldes ist, gliedern sich die Hochflächen folgendermaßen in einzelne Rücken und Riedel:
- Angelburg (609,4 m) – westlich des Zentrums; Südausläufer Hohe Gansbach ist auch Basis des Schelder Waldes
  - Schmittgrund (590 m), südöstlicher Angelburg-Ausläufer – nordöstlich von Tringenstein und südwestlich von Wallenfels
  - Würgeloh (563,9 m)m durch den Hirschbach (zum Siegbach) vom Schmittgrund getrennt – südöstlich von Wallenfels und nordwestlich von Schlierbach
  - südlichste Gipfel, von West nach Ost:
    - Hirschhohl (502,4 m), westlich des Salzböde-Quelllaufs
    - Warthe (460,5 m), zwischen Salzböde und Schlierbach – westlich von Hartenrod
    - Hülsberg (502,6 m), zwischen Schlierbach und Hülshofbach – nordöstlich von Schlierbach
    - Ebersberg (507,8 m), zwischen Hülshofbach und Wommelshäuser Bach – südlich von Hülshof
    - Schweinskopf (519,2 m), zwischen Hülshofbach und Dernbach – östlich von Hülshof und südwestlich von Dernbach; Diabas-Steinbruch
- nordwestlichster Riedel, zwischen Dietzhölze und Gansbach, von Südwest nach Nordost:
  - Kurzbeul (566 m) – nördlich von Hirzenhain und östlich oberhalb Eiershausens
  - Hornberg (570,4 m)
  - Mattenberg (577,5 m) – östlich oberhalb von Simmersbach und nordwestlich von Lixfeld
  - Madche (558,6 m) – westlich von Gönnern
  - Steffenberg (489 m), Namensgeber der Gemeinde Steffenberg – südwestlich von Niedereisenhausen
- von der Angelburg ausgehender Riedel zwischen Gansbach und Perf, von Südwest nach Nordost:
  - Stocksol  (549,3 m) – nordöstlich von Frechenhausen und südwestlich von Steinperf
  - Vogelberg (492,4 m)
- Riedel zwischen Perf und Hausebach, von Süd nach Nord:
  - Scheid (538,7 m) – östlich von Bottenhorn
  - Kreuzberg (523,8 m)
  - Schotterwerk – südlich von Steinperf
- Riedel zwischen Hausebach und Dautphe, von Süd nach Nord:
  - Paulskappe (gut 540 m), unmittelbar nördlich der etwas kleinere Hilsberg – nordöstlich von Bottenhorn und südwestlich von Holzhausen
  - Schloßberg (ca. 540 m) – östlich von Steinperf und westlich von Holzhausen; nordöstlich davon:
  - Bolzeberg (519,8 m), nordwestlich davon:
  - Schotterwerk – südöstlich von Obereisenhausen
- „Allberge“, Riedel östlich der Dautphe, von Süd nach Nord:
  - Daubhaus (551,8 m) – äußerster Osten, nördlich von Rachelshausen
  - Allberg (527,7 m) – nordöstlich des Daubhaus
  - Hünstein (503,7 m) – kein wirklich eigenständiger Berg, jedoch mit Aussichtsturm; Namensgeber von Holzhausen am Hünstein